# 小林仁 (映画監督)
小林 仁（こばやし じん、1958年11月6日 -2024年12月19日 ）は、東京都三鷹市生まれの公務員。映画監督。現在は東京都あきる野市在住。血液型A型。本名・ひとし。

## 略歴
中学2年の時に見た斎藤耕一の「約束」（1972年）に感激し、映画監督を志す。1976年、都立五日市高校3年の時、文化祭で初の8ミリ作品「旅人」を発表。その後、高校の卒業記念として製作した「ガラスの切符」（1977年）が、第1回ぴあフィルムフェスティバル（PFF）に入選。同年、五日市町役場（現・あきる野市役所）に就職するが、8ミリ映画の製作も続け、年1本のペースで新作を発表する。1985年より毎年開催されているあきる野映画祭（発足当時・五日市映画祭）には、公務としてではなく、一個人として第1回より実行委員として参加し、プロデューサー、実行委員長を経て現在エグゼクティブプロデューサーを務める。1989年、映画祭実行委員を中心とした映画製作集団“五日市キネマ団”を結成し、撮影監督の川又昂、俳優の尾美としのりらの協力を得て、初の16ミリ作品「ちっぽけな流れから」を監督する。1993年には、初の35ミリ作品「風の見える街」を発表し、1995年に劇場公開された。五日市という地域性にこだわり続け、地域の歴史に迫ったドラマや伝統漁法のドキュメンタリーなども手がける。2011年には、その集大成ともいえる大作「五日市物語」を丸3年の製作期間を経て完成させる。「五日市物語」は、遠藤久美子、草村礼子、井上純一、田中健、尾美としのり、布施博、夏樹陽子といった俳優と市民団体である五日市キネマ団がタッグを組んだ作品となり、2011年10月に劇場公開された。今も現役のあきる野市役所職員である。

## 監督作品
- 1976年「旅人」
- 1977年「ガラスの切符」
- 1978年「熱球」・「メタセコイアのように」・「白い時の彼方に…」
- 1979年「紙の塔」
- 1980年「白い時の彼方に…　特別編」
- 1982年「晩夏に捧げる序曲」
- 1983年「僕の中の訪問者」
- 1986年「あけてごらん」

（以上、すべて8ミリ　兼脚本）
- 1990年「ちっぽけな流れから」（16ミリ　38分　兼共同脚本）
- 1995年「風の見える街」（35ミリ　95分　兼脚本）
- 2000年「轍ーわだちー」（DVD　60分）
- 2008年「さくり」（DVD　93分　ドキュメンタリー　兼脚本）
- 2011年「五日市物語」（35ミリ　119分　兼脚本）
- 2015年「あきる野物語 空色の旅人」（DCP　41分　兼脚本）[2]